# Вулиця Кедрова (Львів)
Вулиця Кедрова — вулиця у Шевченківському районі міста Львова, в місцевості Голоско. Пролягає від будинку на вулиці Варшавській, 64 вглиб забудови вулиці Варшавської.

## Історія та забудова
Вулиця отримала сучасну назву 1946 року. У «Довіднику перейменувань вулиць і площ Львова» зазначена як зникла.
До вулиці приписаний лише один будинок під № 5, зведений у 1930-х роках у стилі конструктивізму.